# Zífid de dents de pala
El zífid de dents de pala (Mesoplodon traversii) és una espècie de cetaci odontocet de la família dels zífids. La descripció fou feta a partir de les restes òssies d'un exemplar trobat a l'illa Pitt (Nova Zelanda) el 1872. El 1986 es trobà a l'illa Robinson Crusoe (Xile) les restes òssies del que es creia que corresponia a una nova espècie de zífid, que fou anomenada «zífid de Bahamonde». Les proves d'ADN i la comparació morfològica demostraren que en realitat corresponia a la mateixa espècie descrita el 1872.